# Cassandra (mitologia)
Cassandra è una figura della mitologia greca. È ricordata da vari autori tra cui Omero (sia nell'Iliade che nell'Odissea), Apollodoro, Virgilio e Igino. Gemella di Eleno e sorella minore di Ettore, figlia di Ecuba e di Priamo re di Troia, fu sacerdotessa nel tempio di Apollo da cui ebbe la facoltà della preveggenza. Profetizzò terribili sventure ed era pertanto invisa a molti.

## Il mito

### Il dono della profezia

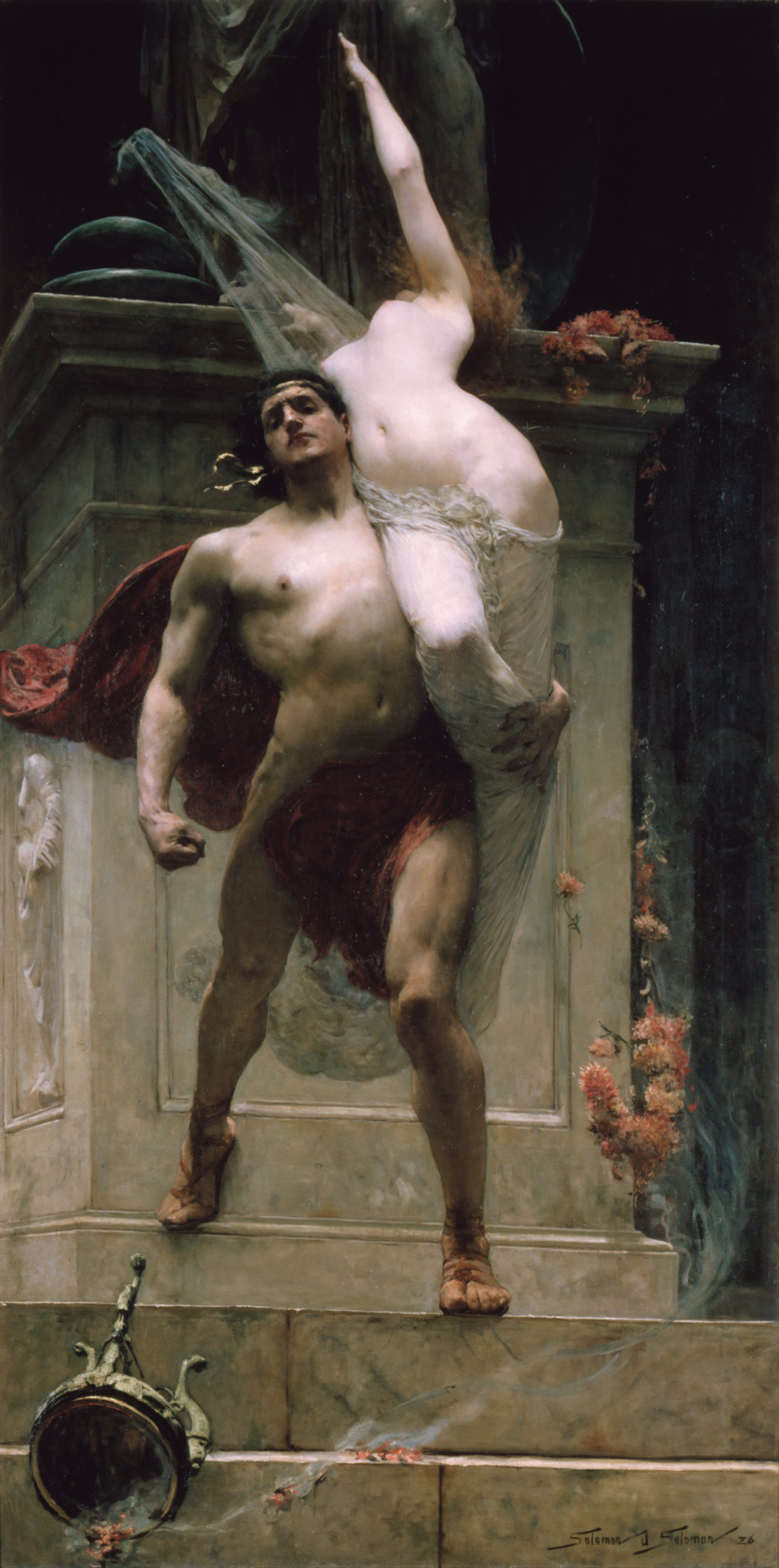
Aiace d'Oileo porta via Cassandra, opera dell'artista Solomon Joseph Solomon, 1886.

Vi sono diverse versioni sull'origine del dono profetico di Cassandra. Secondo una prima versione, il giorno del compleanno di suo padre fu celebrata una festa nel santuario di Apollo Timbreo. Cassandra e il fratello gemello Eleno, stanchi dal gioco, s'addormentarono all'interno mentre i loro genitori li dimenticarono, abbacinati dal vino. Il mattino seguente, Ecuba corse al tempio e urlò inorridita quando vide che i serpenti sacri stavano lambendo le orecchie dei bambini per purificarli. I serpenti subito si ritrassero, strisciando in un cespuglio d'alloro, e da quel momento Eleno e Cassandra praticarono l'arte profetica.
Secondo un'altra versione, la più famosa, Apollo le donò la dote profetica in cambio del suo amore, ma lei, una volta ricevuto il dono, rifiutò di concedersi; adirato, il dio le sputò sulle labbra e con questo gesto la condannò a restare sempre inascoltata.
Stando ad altre versioni ancora, Apollo le donò il potere della profezia, ma poi, quando ella cercò di fuggire dall'amore che lui le imponeva, il dio la maledisse e così nessuno le credette più.
La figura di Cassandra è presente nell'Iliade, in cui però non si fa mai cenno alle sue facoltà divinatorie.

### Profetessa inascoltata
Ancora bambina, alla nascita di Paride predisse il suo ruolo di distruttore della città, profezia non creduta da Priamo ed Ecuba ma confermata da Esaco, interprete di sogni, che consigliò ai sovrani di esporre il piccolo sul monte Ida. Paride però si salvò e quando divenne adulto tornò a Troia per partecipare ai giochi; durante la competizione, fu riconosciuto dalla sorella, che chiese al padre e ai fratelli di ucciderlo, scatenando la reazione contraria e facendo ritornare il giovane Paride al suo rango originale di principe. Profetizzò sciagure quando il fratello partì per raggiungere Sparta, predicendo il rapimento di Elena e la successiva caduta di Troia. Ritenuta una delle più belle fra le figlie di Priamo ebbe diversi pretendenti, fra cui Otrioneo di Cabeso e il principe frigio Corebo, morti entrambi durante la guerra di Troia, il primo ucciso da Idomeneo, il secondo da Neottolemo (il figlio di Achille, detto anche Pirro), o, secondo altre fonti, da Peneleo. Quando il cavallo di legno fu introdotto in città, rivelò a tutti che al suo interno vi erano soldati greci, ma rimase inascoltata. Solo Laocoonte credette alle sue parole e si unì alla sua protesta, venendo per questo punito dalla dea Atena (o da Poseidone in alcune versioni), favorevole ai greci, che lo fece uccidere da due serpenti marini assieme ai figli.

### La morte

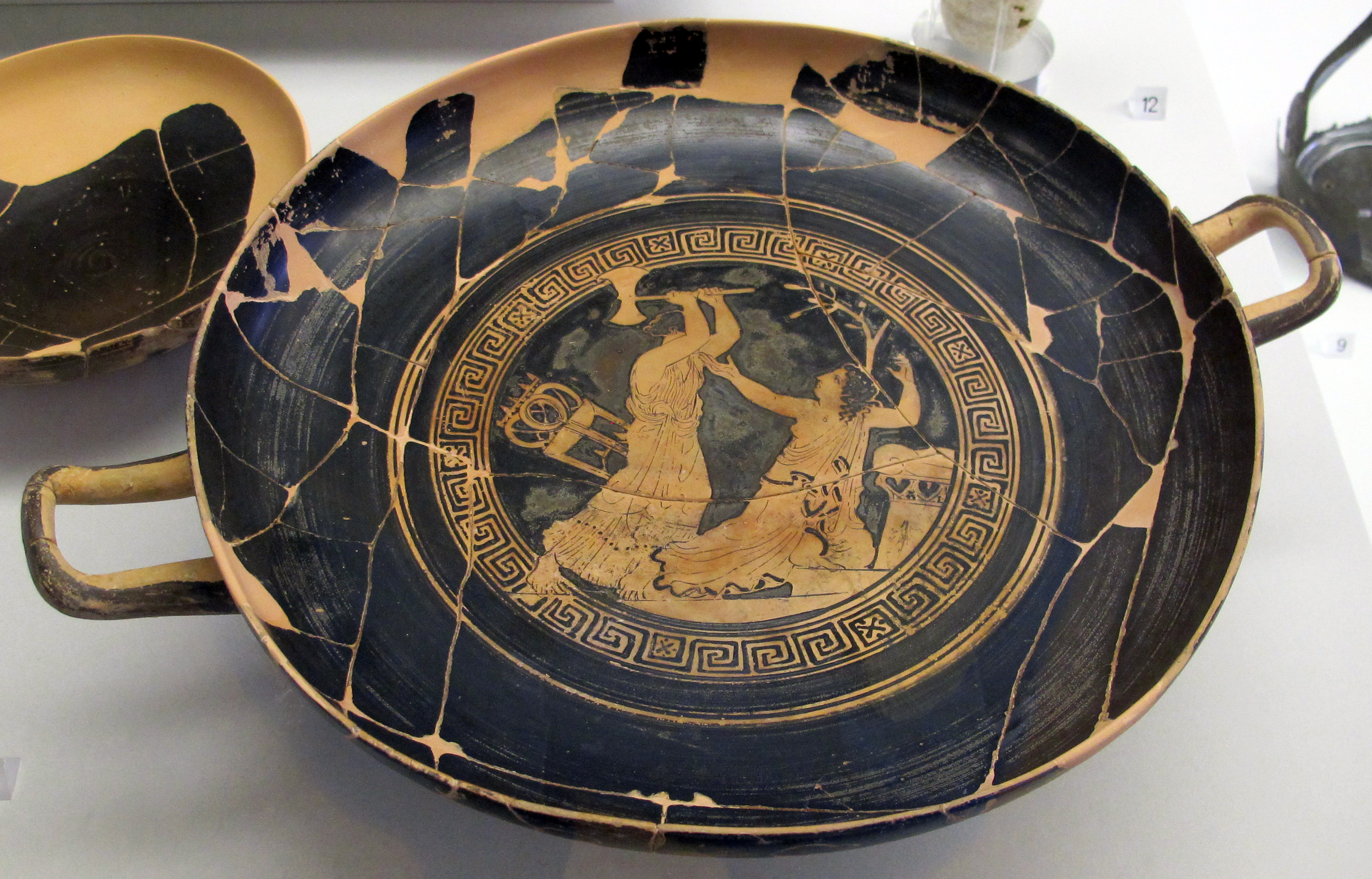
Clitennestra assale Cassandra davanti all'altare di Apollo, kylix del V secolo a.C. conservato presso il Museo archeologico nazionale di Ferrara.

La città di Troia fu così conquistata dai greci, che le diedero fuoco, massacrandone i cittadini. I membri della famiglia reale si rinchiusero nei templi troiani, ma tutto ciò valse a poco. Priamo morì sull'altare del santuario ucciso da Neottolemo mentre Cassandra, rifugiatasi nel tempio di Atena, fu trovata da Aiace di Locride e violentata sul posto. Trascinata via dall'altare, si aggrappò alla statua della dea, il Palladio, che Aiace, empio e miscredente, fece cadere dal piedistallo. A causa del suo comportamento furono puniti quasi tutti i principi greci, che non ebbero felice ritorno a casa: Aiace trovò addirittura la morte in mare per volere di Atena e Poseidone.
Come detto nell'Odissea, nell'Orestea  e ne Le troiane, Cassandra divenne quindi ostaggio di Agamennone e fu portata da lui a Micene come schiava e concubina. Nel poema Alessandra si lascia intendere che Agamennone si innamorò poi della profetessa e la sposò, aumentando l'odio e la gelosia della moglie Clitemnestra. Giunta in città, Cassandra profetizzò all'Atride la sua rovina, ma quest'ultimo non volle credere alle sue parole, cadendo così nella congiura organizzata contro di lui dalla moglie Clitemnestra (adirata con Agamennone per via del sacrificio di Ifigenia) e da Egisto, nella quale morì la stessa Cassandra.

## Modo di dire
Per antonomasia è frequente l'attribuzione dell'appellativo "Cassandra" alle persone che, pur annunciando eventi sfavorevoli giustamente previsti, non vengono credute.
Viene altresì detta "sindrome di Cassandra" la condizione di chi formula ipotesi pessimistiche ed è convinto di non poter fare nulla per evitare che si realizzino.

## L'Alessandradi Licofrone
Licofrone, poeta calcidese del IV-III secolo a.C., compose un poema epico in trimetri giambici, l'Alessandra, Ἀλεξάνδρα, sinonimo greco di Cassandra, in cui descrisse le sue profezie con uno stile oscuro ed enigmatico ma di grande fascino.

## Riprese moderne
- Dimitris Dimitriadis, Il vangelo di Cassandra, Crocetti Editore, 2025, ISBN 978-88-83-06469-2
- Marion Zimmer Bradley, La Torcia, Longanesi, 1988
- Christa Wolf, Cassandra, Edizioni e/o, 1990, ISBN 88-7641-083-X
- Marcial Gala, Chiamatemi Cassandra, Sellerio Editore, 2022, ISBN 88-389-4409-1